# Will Lee
William "Will" Lee (ur. 6 sierpnia 1908 w Nowym Jorku, zm. 7 grudnia 1982) – amerykański aktor, odtwórca roli Mr. Hoopera w programie telewizyjnym Ulica Sezamkowa.